# Pere Tomàs (sant)
Pere Tomàs (Salas de Belvés, Perigord, Aquitània, avui Dordonya, 1305 - Famagusta, Xipre, 1366) fou un carmelita, arquebisbe de Creta i patriarca llatí de Constantinoble. És venerat com a sant per l'Església catòlica.

## Hagiografia
Va néixer, segons les vides antigues a Salimaso de Thomas, a la diòcesi de Sarlat; es pensa que potser és Lebreil, part del municipi de Salas de Belvés (Dordonya). El seu pare era granger; va marxar a estudiar a Monpazier, vivint d'almoines i ensenyant altres més joves. Anà a Agen i tornà a Monpazier en 1325. Atret per l'Orde del Carmel, estudià un any a Leitora i, als 21 anys, va ingressar a l'orde, fent el noviciat a Condom o Bergerac.
Professà a Bergerac i hi estudià durant dos anys, passant després a Agen i Bordeus. Hi ensenyà lògica i, a Albi (Llenguadoc) filosofia. També ensenyà a París. Tornà a Aquitània en 1345, quan fou elegit procurador general de l'orde; després d'acabar els estudis de teologia a París, on obtingué el grau de mestre en 1348, tornà a la cort del papa Climent VI, a Avinyó (Valclusa), i en feu l'oració fúnebre al funeral. Conegut per la seva habilitat diplomàtica i la seva oratòria, ajudà els següents papes com a representant seu, intentant resoldre conflictes entre reis cristians, la unificació de les esglésies catòlica i ortodoxes i la unió per a combatre els musulmans.
Fou legat papal en negociacions amb Gènova (1352, per a assolir la pau amb Venècia), Milà i Venècia. En 1354 fou nomenat bisbe de Patti i Lipari, i representà el papa a la coronació de Carles IV del Sacre Imperi Romanogermànic com a rei d'Itàlia a Milà. A Sèrbia, en 1356, va intentar apaivagar el conflicte entre Venècia i Hongria.
Entre 1357 i 1359 fou enviat a Constantinoble i va rebre el suport de nobles i del mateix Joan V Paleòleg per a la unificació de les esglésies catòlica i ortodoxa. Anà a Xipre i emprengué un pelegrinatge a Terra Santa, tornant després a Sicília i Xipre. En 1359 fou enviat amb tropes com a Llegat Universal a l'Església d'Orient i bisbe de Corint, amb la missió de combatre els turcs i aliat amb Venècia, Xipre i els Cavallers de Rodes. A Xipre, coronà Pere I de Xipre com a rei de Jerusalem.

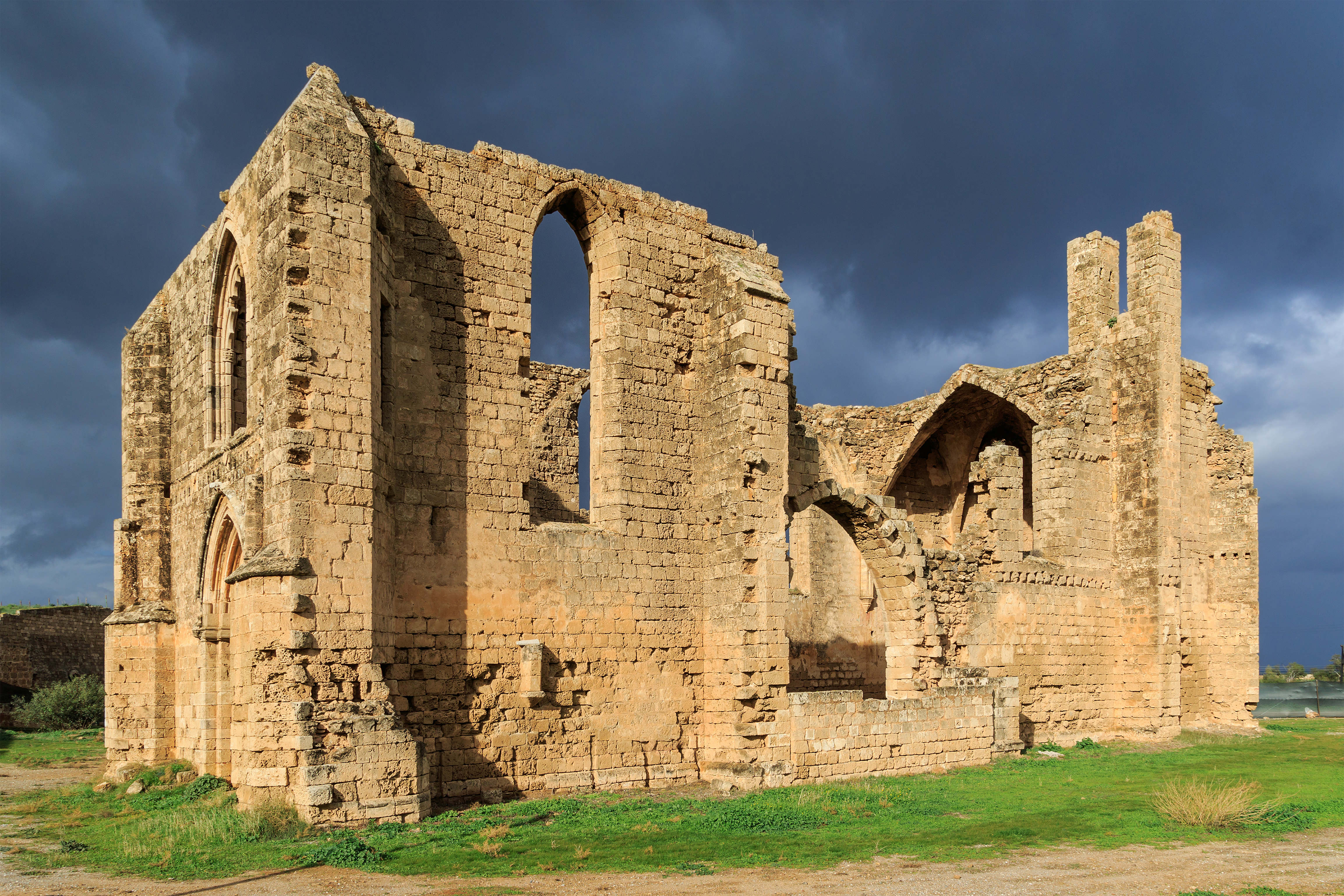
Ruïnes del convent carmelita de Famagusta.

Concep la idea d'una nova croada i marxa a demanar ajut a occident, aprofitant per posar pau en un conflicte entre Milà i Roma. En 1363 fou nomenat arquebisbe de Creta i el maig de 1364, Patriarca Llatí de Constantinoble (era un títol simbòlic, sense jurisdicció real) i legat papal d'Urbà V, succeint el cardenal Talleyrand. El mateix 1364 va ésser cofundador de la Facultat de Teologia de la Universitat de Bolonya. Es preocupà de consolidar la pau entre els reis cristians i de treballar per la unió de les esglésies, convertint-se en un precursor de l'ecumenisme. Entre les seves missions diplomàtiques, va portar una vida austera i modèlica, preocupat per l'evangelització dels pobles i la caritat envers els necessitats.
Amb Pere I de Xipre, va participar en la croada contra Alexandria de l'octubre de 1365, que fou presa però immediatament abandonada, per por d'un contraatac turc. La tradició deia que en un dels assalts, el bisbe fou ferit amb una fletxa i morí a Xipre tres mesos després, el 6 de gener de 1366; per això era tingut com a màrtir. En realitat, tornà a Famagusta sa i estalvi, però mentre preparava un viatge cap a Roma, va emmalaltir d'un simple refredat i morí al convent carmelita de la ciutat.
Se li atribueixen el tracta De Immaculata Conceptionis i quatre volums de sermons.

## Veneració
Aviat es parlà de miracles a la seva tomba, al convent carmelita de Famagusta, i d'una claror que envoltava el seu cadàver exposat al públic en el seu funeral. El maig de 1366 es trobà que el seu cos era incorrupte i Pere de Xipre va demanar la seva canonització a Urbà V. El papa prohibí el trasllat del cos del bisbe durant deu anys, tot i que aquest havia disposat que el seu cos fos portat a Bergerac. Poc després, Philippe de Mézières va escriure'n una vida, base de la posterior hagiografia.
La conquesta turca de Xipre en 1571 i el terratrèmol de 1753 acabaren amb el rastre del sant a Xipre. En 1609, la Santa Seu autoritzà la festivitat de Pere Tomàs entre els carmelites, que fou confirmat per Urbà VIII en 1628; formalment, però, no ha estat canonitzat. A Lebreil s'aixecà una capella sobre la casa on es deia que havia nascut, però fou enderrocada durant la Revolució Francesa; es restaurà el 1895 com a santuari en memòria seva.